# 세종특별자치시청 소관 공직유관단체 목록
세종특별자치시 소관 공직유관단체 목록은 세종특별자치시청의 공직유관단체에 대해 기술한다.

## 목록

### 체육회
- 세종특별자치시체육회

### 공사·출자기업
- 세종도시교통공사

### 재단법인
- 세종시문화재단
- 세종특별자치시인재육성재단

### 시설관리공단
- 세종특별자치시 시설관리공단